# Antonio Guzmán Fernández
Pour les articles homonymes, voir Guzmán et Fernández.
 (avril 2019).
Si vous disposez d'ouvrages ou d'articles de référence ou si vous connaissez des sites web de qualité traitant du thème abordé ici, merci de compléter l'article en donnant les références utiles à sa vérifiabilité et en les liant à la section « Notes et références ».
Antonio Guzmán Fernández (12 février 1911 - 4 juillet 1982) est un homme d'État dominicain. Il est président de la République dominicaine de 1978 à sa mort en 1982.

## Biographie
Il est né dans la ville de La Vega, lieu où il effectue ses études primaires et secondaires.
Il travaille dans l'exportation de fruits jusqu'en 1963, quand il est nommé Secrétaire d'État à l'Agriculture, lors du gouvernement de Juan Bosch. Il perd son poste lors d'un coup d'État en septembre de cette même année.
En mai 1966, il est candidat à la vice-présidence pour le PRD, avec Bosch comme candidat à la présidence. Mais Joaquin Balaguer gagne cette année-là.
Ensuite, le PRD gagne les élections de 1978, en mettant en échec Balaguer après 12 années à la présidence du pays. Guzmán est alors élu président et Jacobo Majluta, vice-président.
Il se suicide le 4 juillet 1982, alors qu'il est encore président ; Majluta est nommé président pendant les derniers 43 jours qui correspondent à son gouvernement.
Guzmán a basé sa politique sur l'amélioration des secteurs agricoles et agro-industriels. Il était assez populaire parmi les classes moyennes et pauvres, principalement grâce à ses programmes d'emploi et de développement rural.